# Bagbera
Bagbera é uma vila no distrito de Purbi Singhbhum, no estado indiano de Jharkhand.

## Demografia
Segundo o censo de 2001, Bagbera tinha uma população de 67 100 habitantes. Os indivíduos do sexo masculino constituem 52% da população e os do sexo feminino 48%. Bagbera tem uma taxa de literacia de 66%, superior à média nacional de 59,5%; com 59% para o sexo masculino e 41% para o sexo feminino. 14% da população está abaixo dos 6 anos de idade.